# كيك كريستال

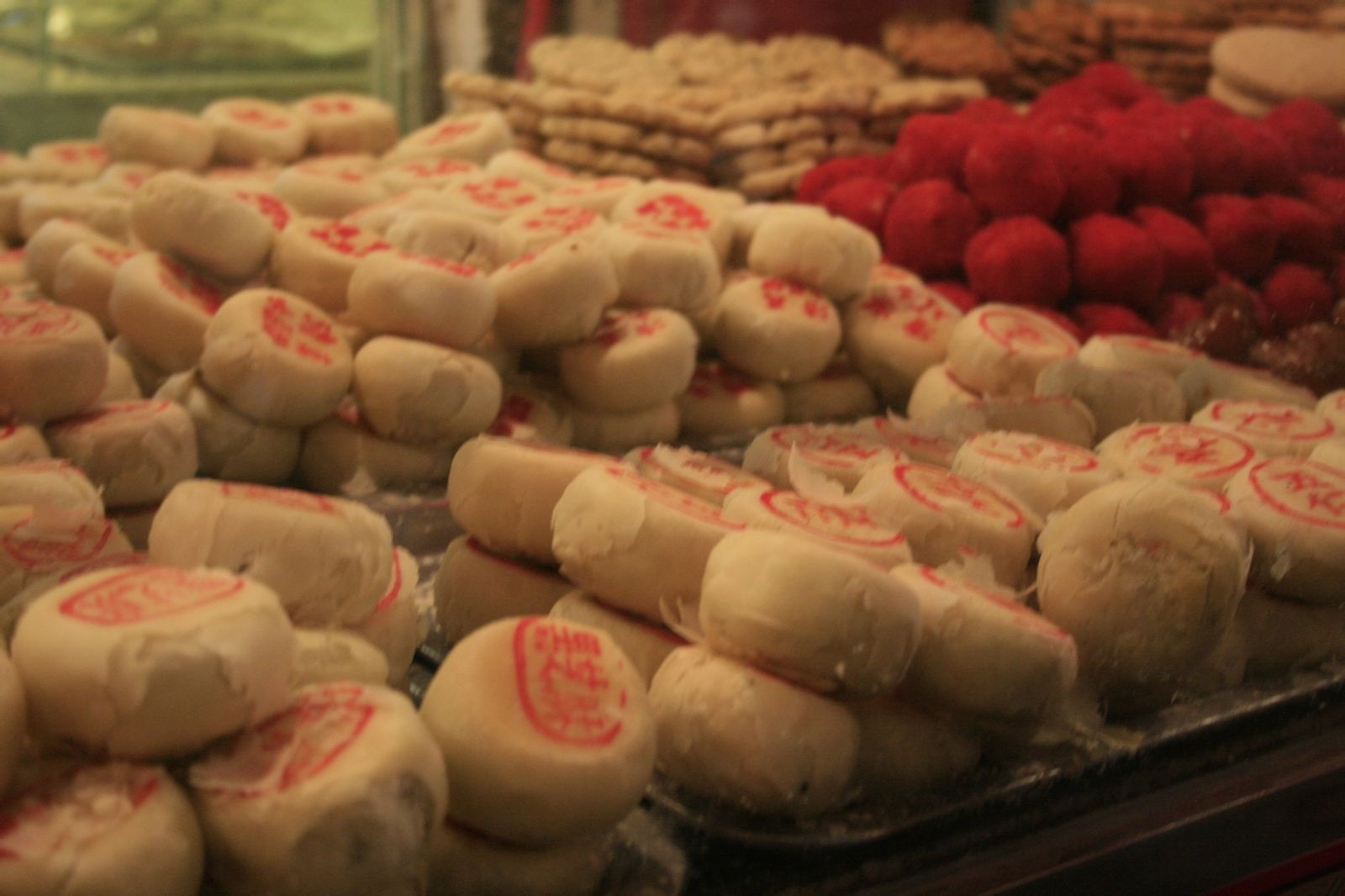
منصة كيك كريستال.

كيك كريستال (Chinese) هي واحدة من الحلويات التقليدية في مدينة Weinan في شرق شنشي، الصين. وتحظى هذه الحلوة الشعبية بتاريخ طويل يقدر ب800 عام. تم اختراع كعكة الكريستال لأول مرة في Xiagui خلال عهد أسرة Song ، ثم انتشرت في جميع أنحاء المنطقة. واطلق عليها هذا الاسم؛ نظراً لحشوها اللامع والشفاف الذي يشبه الكريستال.
وتصنع قشرة الكعكة من طحين القمح، والنشا، والزيت، وأما الحشو فهو عبارة عن خليط من السكر المحبب، وشحم الخنزير، وسكر النبات المطحون، والفواكه المسكرة والمكسرات. 
في جنوب الصين، تسمى المعجنات الصغيرة ذات القشرة الشفافة المصنوعة من نشا القمح كمكون رئيسي، والمليئة بعجينة الفاصوليا الحلوة، «كعكة الكريستال».

## أنظر أيضا
- منتجات المخبوزات الصينية
- حلويات صينية
- قائمة الحلويات
- كعكة القمر
- سن كيك (توضيح)